# 8-ма армія (Російська імперія)
8-ма армія (8 А, «Брусилівська армія», рос. 8-я армия) — загальновійськове оперативне об'єднання, з'єднань, частин Київського військового округу під час Першої світової війни.
Польове управління (штаб) утворене в липні 1914 року при штабі Київського військового округу. На кінець 1917 року штаб армії розміщувався в Могилеві-Подільському. Ліквідований на початку 1918 року.

## Склад
Склад армії в серпні-вересні 1914:
- Штаб армії: 1-й взвод 3-го польового жандармського ескадрону, 8-ма іскрова рота, авіаційні загони VII і XII корпусів, 3-й польовий авіаційний загін  Російського Імператорського Військово-повітряного Флоту.
- Армійська кіннота: 12-та кав. дивізія , 2-га зведено-козацька дивізія, 1-ша кубанська коз. дивізія, 2-га кубанська коз. дивізія; Терська козацька дивізія. Всього: 116 ескадронів і сот., 16 кулемет., 60 кінних гармат.
- VII армійський корпус: 13-та і 34-та Піхот. дивізії; третій Єйський козацький полк; 32-га окр. донська коз. сотня; 7-й Морт. артил. дивізіон: 12-й сап. бат. Всього: 32 бат., 64 кулем., 9 еск. і сотень, 96 гармат, 12 мортир, 3 сап. і 1 телеграф. роти, 1 рота прикорд. варти.
- XII армійський корпус: 12-та, 19-та і 65-та Піхот. дивізії, 3-тя стріл. бригада; 2-й Урупський і 3-й Уманський коз. полки; 12-та окр. донська коз. сотня; 2-й кінно-гірськ. Артил. дивізіон; 12-й Морт. артил. дивіз.; 5-й сап. бат. Всього: 48 бат., 112 кул., 15 сотень, 168 гармат, 24 гірських і кінно-гірських гармат, 12 мортир 3 сапер. і 1 телеграф. роти.
- VIII армійський корпус: 4-та стріл. бригада, 14-та і 15-та Піхот. дивізії, 8-й Мортир. артил. дивізіон; 11-й сап. бат. Всього: 40 бат., 96 кул., 2 сот., 120 гармат, 12 мортир, 3 сап. і 1 телеграф. роти, 1 рота прикорд. варти.
- XXIV армійський корпус: 48-ма і 49-та Піхот. дивізії, 18-й Оренбурзький коз. полк, 35-та окр. донська коз. сотня; 24-й Мортир. артил. дивіз.; 24-й сап. батальйон. Всього: 32 бат., 64 кул., 7 сот., 96 гармат, 12 мортир, 3 сап. і 1 телеграф. роти.
- Дністровський загін: 2 бриг. 12-ї Піхот. дивізії, 3-й гірськ. дивізіон 12-ї артил. бриг.; 1-ша, 2-га, 3-тя та 4-та сотні хотинської бригади прикорд. варти; 10-та окр. саперна рота; один польовий рухомий госпіталь; польова рухома хлібопекарня № 95. Всього: 8 бат., 16 кул., 4 сотні, 16 гірських гармат, 1 сап. рота, 4 роти прикорд. варти.
- 5-й понтонний батальйон, 2 дивізіони 4-й важк. арт. бригади (12 важк. гармат),
- Усього в 8-й армії: 160 батальйонів, 352 кулемети, 153 ескадронів і сотень, 480 гармат, 60 кінних, 28 гірських і кінно гірських, 48 мортир, 13 саперних і 4 телеграфних роти. 2 понтонні батальйони, 6 рот прикордонної варти, 18 аеропланів.
- Тилові установи 8-ї армії: 5 місцевих артил. парків: скоростріл. № 4, 29 і 30, Мортир. № 7 і гірський № 8, 7 польових хлібопекарень № 71, 77, 79, 92-95; 6 польових рухомих госпіталів № 355-358, 367 і 368; 10 запасних госпіталів № 121-122, 129–131, 134–138; 2 військово-санітарних транспорти № 38-39; 15 військових транспортів, 19 вільнонайманих транспортів.

На кінець 1917 року армія мала у своєму складі:
- XI армійський корпус
- XVI армійський корпус
- XXIII армійський корпус
- XXXIII армійський корпус
- II кавалерійський корпус

## Командувачі
- 28.07.1914-17.03.1916 — генерал від кавалерії Брусилов Олексій Олексійович
- 20.03.1916-29.04.1917 — генерал від кавалерії Каледін Олексій Максимович
- 29.04.1917-10.07.1917 — генерал від інфантерії Корнілов Лавр Георгійович
- 11.07.1917-25.07.1917 — генерал-лейтенант Черемисов Володимир Андрійович
- 30.07.1917-17.10.1917 — генерал-лейтенант Соковнін Михайло Олексійович
- 18.10.1917-21.12.1917 — генерал-лейтенант Юнаків Микола Леонтійович
- 21.12.1917-01.1918 — поручик Олександрович Л.А.
- 01.1918-03.1918 — поручик Геккер Анатолій Ілліч

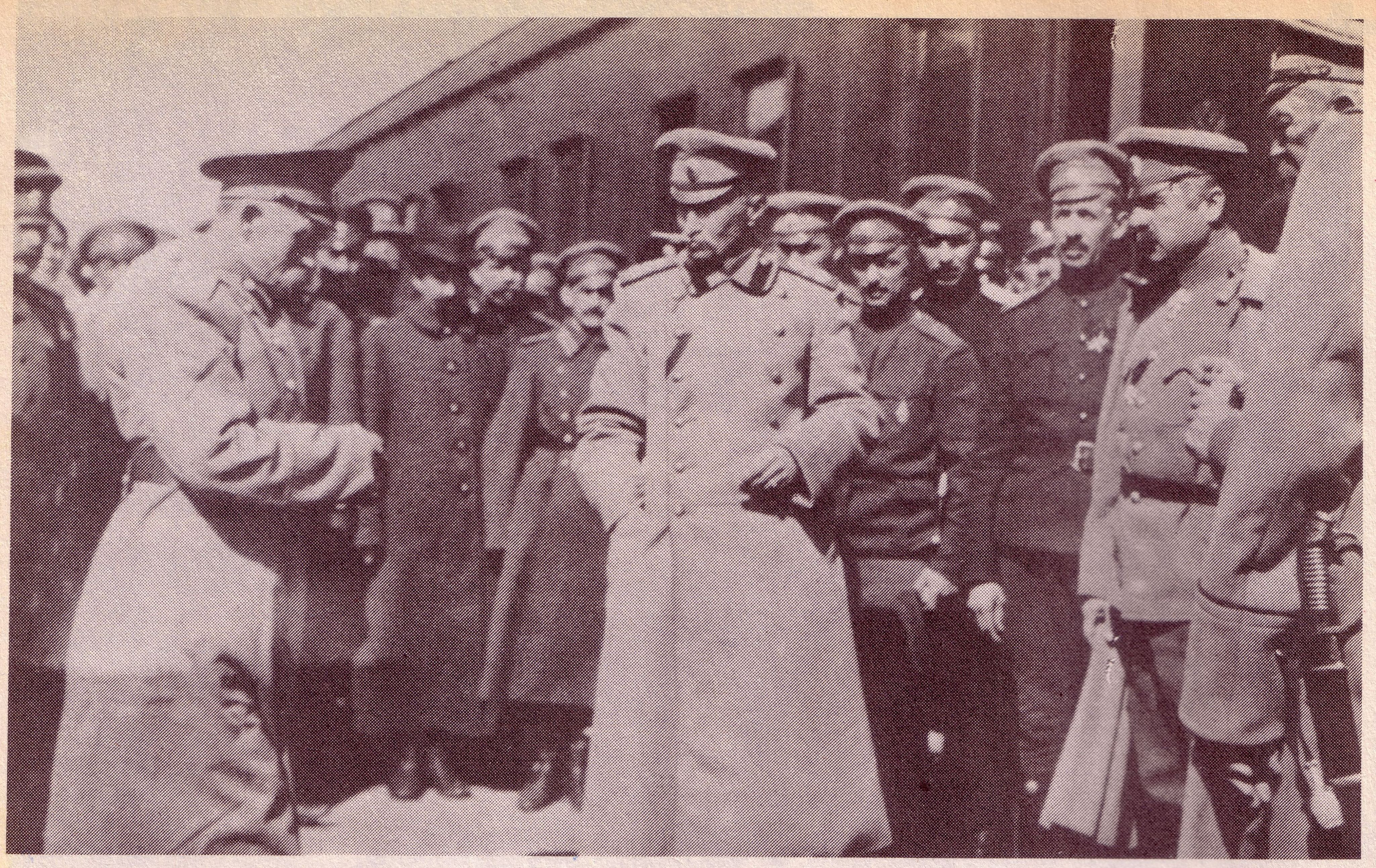
Командарм Брусилов на пероні Самбора  зустрічає  царя, квітень 1915
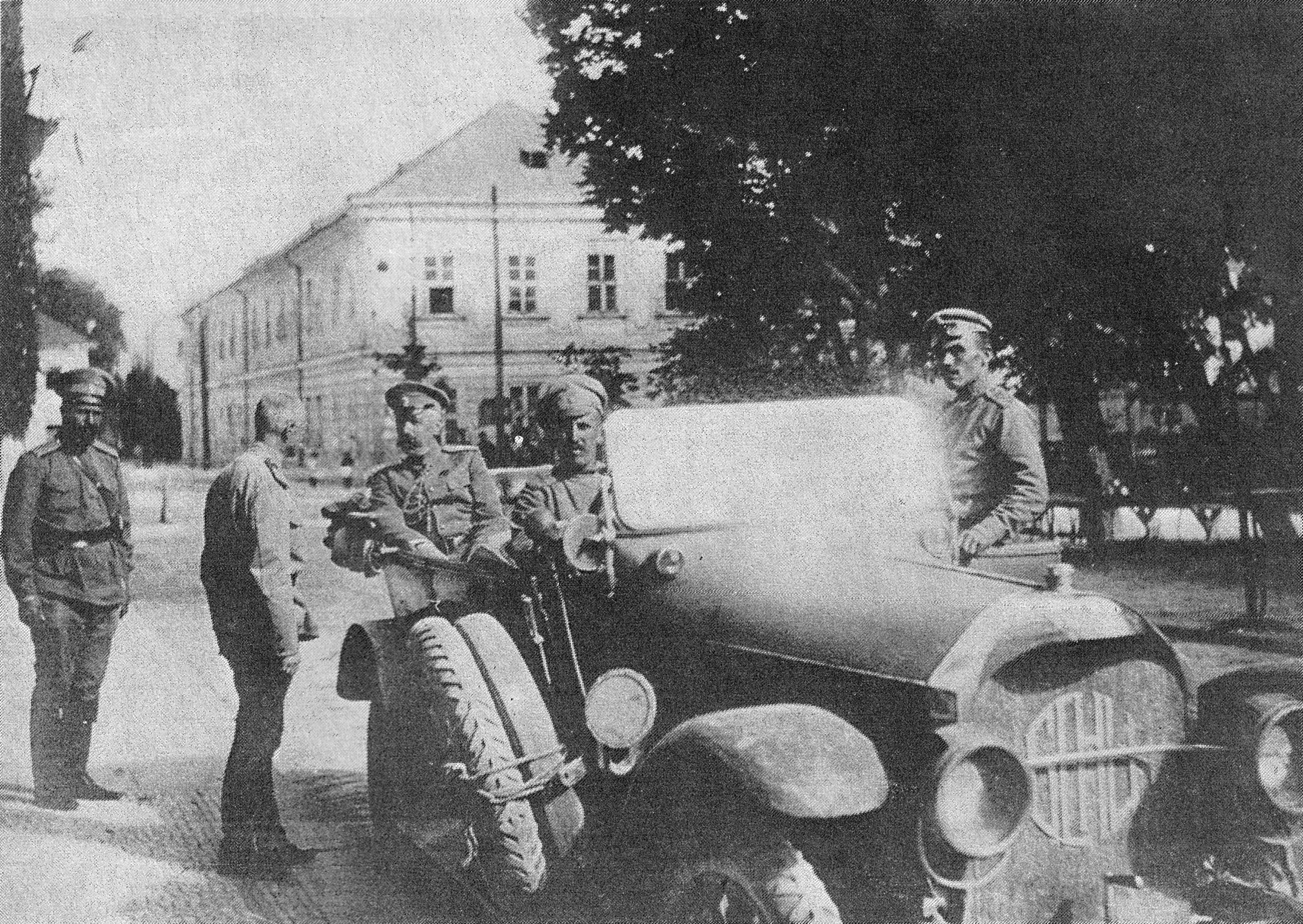
Брусилов і велик. кн. Георгій Михайлович під час  Великого відступу перед штабом армії, літо 1915

## Дії під час червневого наступу
В ході наступу армія генерала Корнілова прорвала австрійський фронт протяжністю 30  верст, взяла в полон 10 тис. солдатів противника і 150 офіцерів, а також — близько 100 гармат.  Денікін у своїх спогадах пізніше напише, що «Вихід на Лімницю відкривав Корнілову шляхи на Долину, Стрий, і на сполучення армії графа Ботмера. Німецька головна квартира, — вважала становище головнокомандувача Східним фронтом критичним.»
Проте наступний прорив німців на фронті 11-ї армії, яка втікала, попри величезну свою перевагу в чисельності та техніці внаслідок свого розбещення і розвалу через революційну агітацію — нівелював початкові успіхи російських армій.